# Paskó Kristóf
Székely-hidi Paskó Kristóf (Székelyhíd, 1634 – Sárospatak, 1678) a barokk kor históriás énekszerzője, portai követ.

## Élete
Régi Bihar vármegyei nemes család sarja. 1650 és 1670 között az erdélyi fejedelmek udvarában több hivatalt viselt, néhány alkalommal a szultánnál is járt követségben. 1676-ban Béldi Pállal, Teleki Mihály fondorkodásai elől Törökországba menekült. Birtokait elkobozták. Rövid idő múltán titkon visszatért Magyarországra, és utóbb Sárospatakon telepedett meg.

## Műve
- A Nemes, és régenten hires Erdély Orszaganak keserves és szomoru Pusztitásáról. Irt Siralom, Mellyet 1658, 9, és 60 esztendőkben Az igaz Isten isméreten kivül valo Pogány Tatár Hám, sok kóborló Kozáksággal, s Erdély végső romlására régen igyekező Török Nemzettel, Havasalföldi és Moldvai sok Kurtány hadakkal kegyetlenül minden irgalmasság nélkül el-követtenek; Ezek után történt változásit Erdélynek rövideden meg-mondgya, Rákoczy György a Törökkel tött két hartzaival, egynehány Váraknak Erdélytül el-esésekkel együtt; Végtére ama dicséretes nagy emlékezetű szép Váradnak kegyetlen viadalok által lött Pogány kézbe való esését irja-le, Édes hazáján s Nemzetén szivesen szánakozó Bihar vármegyebéli Nemzetes Székelyhidi Pasko Christoph, A mint láthatta s tudhatta, igazán szinezés nélkül, meg ennyi változásokban meg-maratt kevés Magyar Nemzetnek emlékezetire, 1663 (Szeben. Ezen versekben irt munka az említett évek eseményeire nézve valódi történelmi forrásul használható).
- Emlékiratát 1668-ból közli a Történelmi Tár (1890. 25–38. oldal).[2]

lásd még: A barokk kor magyar irodalma

## Külső hivatkozások
- Paskó Kristóf: A' Nemes, és régenten hires Erdely Orszaganak keserves és szomoru Pusztitásárol Irt Siralom (MEK)